# 植村颯太
植村 颯太（うえむら そうた、2002年11月26日 - ）は、日本の俳優、モデル。
大阪府出身。アイ・エヌ・ジー所属。

## 来歴
2019年9月2日から9月30日にかけて、AbemaTVにて放送された高校生による青春恋愛リアリティショー『今日、好きになりました。』の韓国ソウル編に出演。2019年11月11日から12月9日にかけて放送されたグアム編にも継続メンバーとして参加した。
2021年4月、『猫のひたいほどワイド』（テレビ神奈川）の火曜レギュラーに起用され、地上波のバラエティ番組で初めてレギュラーを務める。
同年10月、テレビドラマ『顔だけ先生』（東海テレビ・フジテレビ）に生徒役でレギュラー出演し、俳優デビューを果たした。

## 人物
- 趣味は筋トレ、ゲーム[1]。
- マイナビティーンズラボ調査の「10代女子に人気のインフルエンサーランキング」において2021年4月版では3位[5]、2022年春夏版では1位にランクインした[6]。
- 同じくインフルエンサー・モデルである莉子のファンであることを公言しており、自身がタイアップモデルを務めるEmo!miuのインタビュー企画で共演を果たした[7]。
- アーケードゲーム『太鼓の達人』を幼少期から得意とし、黒峰麗とのYouTubeチャンネル『2人でできるもん。』の動画内でもプレイを披露している。ゲーム内で自身の腕前を試すことができる「段位道場」では、最高段位「達人」の一つ前の段位である「超人」の腕前を持つ[8]。
- ボウリングも得意としており、『よるのブランチ』（TBS）の企画「東京トライアングルデート」では相馬理とのボウリング対決を制した[9]。

## 出演

### テレビドラマ
- 顔だけ先生（2021年10月9日 - 12月18日、東海テレビ・フジテレビ） - 赤羽潤平 役[10][11]
- 赤いナースコール 第4話 - 第6話（2022年8月1日 - 15日、テレビ東京） - 捜査員 役
- 永遠の昨日 第6話（2022年11月25日、MBSほか） - 片岡大介 役[12][13]
- ぴーすおぶけーき 第6話（2022年11月30日、日本テレビ） - 名栗津々良丸吉 役[14]
- スタンドUPスタート（2023年1月18日 - 3月29日、フジテレビ） - 根岸 役[15]
- 波よ聞いてくれ 第2話（2023年4月28日、テレビ朝日） - メンズ 役
- 犬と屑（2023年6月9日 - 7月28日、MBS） - 糸魚川海 役[16]
- 全ラ飯 第10話（2023年6月16日、関西テレビ） - 片岡亘佑（コースケ） 役[17]
- ギフテッド Season1 第1話（2023年8月12日、フジテレビ） - 稲垣拓三 役[18]
- 恋愛のすゝめ 第3話 - 第8話（2023年12月6日 - 2024年1月17日、TBS） - 鯨井孝弘 役[19]
- シュガードッグライフ（2024年8月4日 - 9月29日、朝日放送テレビ・テレビ朝日） - 中川陽平 役[20]
- 最寄りのユートピア（2024年9月25日、フジテレビ） - 渡辺 役[21]
- 私の町の千葉くんは。（2024年10月10日 - 12月26日、テレビ東京） - 鈴木圭介 役[22]
- うちの会社の小さい先輩の話（2025年1月15日 - 、BS松竹東急） - 山岸裕介 役[23]
- ライブマニア（2025年3月23日 - 30日〈予定〉、中京テレビ） - マコト 役[24]

### WEBドラマ
- ずっと好きだった（2021年、shareTV） - 颯太 役[25]
- 今日からプリントデイズ「新しい春」編（2022年4月13日 - 27日、全3回、FUJIFILMjapan公式YouTube）- 宇賀美直人 役[26]
- キス×kiss×キス〜パーフェクトスキャンダル〜（dTV）
  - 第4話「甘すぎるキス」（2022年7月15日） - 後輩 役[27]
  - 第7話「乱れるキス」（2022年7月29日） - 書道家 役[27]
- 恋、しよう（2022年7月28日 - 10月27日、全4話、Emo!miu公式YouTubeチャンネル） - 蓮 役[28]
- ノンファンジブル（2022年10月31日、全6話、Nom de plume公式Twitter / YouTube / TikTok） - 秋葉まさのり 役[29]
- あと一次元の恋（2022年12月28日、BUMP） - 杉並コウタ 役[30][31]
- 今夜、わたしはカラダで恋をする。Season2 第3話「年下の彼と私のカラダ」（2023年2月11日、ABEMA） - 宮瀬拓真 役[32]
- だってヒロインじゃない「フォロワーマウント」（2024年4月27日 - 5月7日、フジテレビ公式ショートドラマ）- ヒダカ 役[33]
- CICAラブ（2024年7月31日 - 8月14日、全3話、A’pieu. Japan 公式TikTok） - 主演・コウイチ 役[34]

### 映画
- 私の卒業 第4期「18歳、つむぎます」（2023年、The icon） - 池田元太 役[35]
- タクミくんシリーズ「長い長い物語の始まりの朝。」（2023年、カルチュア・エンタテインメント） - 吉沢道雄 役[36]
- Dear Kitakyushu（2024年、北九州フィルムコミッション） - エイジ 役[37]
- ぼくらのふしだら（2025年、フルモテルモ） - 鏑木信一 役[38]

### 短編映画
- 自由を我が手に（2021年） - キモ 役[39]

### テレビ番組
- 猫のひたいほどワイド（2021年4月6日 - 2025年3月27日、テレビ神奈川） - 猫の手も借り隊（火曜グリーン→火曜ブルー→木曜ブルー）
- よるのブランチ 「東京トライアングルデート」（2022年2月2日 - 5月4日、TBS）
- 満たされメシ（2022年8月21日 - 9月4日、テレビ朝日）
- THE神業チャレンジ（2024年10月22日、TBS）

### WEB番組
- 今日、好きになりました。（AbemaTV）
  - 韓国ソウル編（2019年9月2日 - 9月30日）
  - グアム編（2019年11月11日 - 12月9日）[40][41]
  - 春休み特別編（2020年3月16日 - 3月30日）[42]
  - 今日好き部 放課後チャレンジ編（2020年4月16日 - 8月31日）
  - 今日好き部 卒業プロジェクト （2021年2月1日 - 3月15日）
  - 春休み特別編（2021年3月22日・29日）
  - 高3メンバー大集合! 今日好き卒業オンラインファンミーティング!（2021年3月29日） ※生放送
  - 今日好き部 文化祭プロジェクト（2021年8月2日 - 10月4日）
  - Love Your Love 好きっていいね。小林希大編（2021年12月27日）
- 恋するメソッド （AbemaTV）
  - Season1（2021年6月28日 - 8月23日）[43]
  - Season2（2021年9月27日 - 11月8日）
- 僕らの凸げき日記（2022年7月8日 - 、YouTube）[44]
- キミとオオカミくんには騙されない（2024年8月11日 - 、ABEMA）[45]

### 舞台
- 淡海乃海-現世を生き抜くことが業なれば-（2022年5月20日 - 29日、東京ドームシティ シアターGロッソ） - 芥 役[46]
- 銀岩塩×猫のひたいほどワイド READING STAGE「土砂降りの森よおしえて僕の膝に住んでいた銀色の猫のゆくえ」（2022年11月4日・6日、県民共済 みらいホール）[47]

### イベント
- 関西コレクション FASHIONLEADERS
  - 2019 AUTUMN & WINTER（2020年1月5日、なんばHatch）
  - 2022（2022年9月24日、なんばHatch）
- 奈良コレクション（2020年4月26日、なら100年会館） - Guest Model[48]
- 内閣府男女共同参画局 若年層の性暴力被害予防月間PRイベント
  - 「もうひとつの卒業式」（2021年3月21日、オンラインイベント）[49]
  - 「大人になるあなたへ。〜性暴力被害って?〜」（2022年3月17日、オンラインイベント）[50]
- 第22回青二祭（2021年3月26日、渋谷ストリームホール）
- 超十代 -ULTRA TEENS FES- 2021 PREMIUM（2021年3月30日、豊洲PIT）
- シンデレラフェス
  - Vol.8（2021年3月31日、さいたまスーパーアリーナ コミュニティアリーナ）
  - ハロウィンオンライン（2021年10月23日、オンラインイベント）
  - Vol.9（2022年3月30日、オンラインイベント）
  - vol.10（2023年4月5日、国立代々木競技場第一体育館）
  - シンデレラフェス2024（2024年6月9日、さいたまスーパーアリーナ コミュニティアリーナ）
- 七夕ゆかた祭り2021（2021年7月4日、神田明神文化交流館）
- EXIA Presents 関西コレクション
  - 2021A/W（2021年9月5日、京セラドーム大阪）
  - 2022S/S（2022年8月4日、京セラドーム大阪）
- TGC teen 2021 Winter（2021年11月20日、恵比寿ザ・ガーデンホール）
- 超超十代 -ULTRA TEENS FES- 2022（2022年3月31日、TOKYO EXIEEEステージ）
- TGC teen 2022 Fukuoka（2022年5月8日、Zepp Fukuoka）
- エモいゆかた祭り（2022年8月7日、神田明神文化交流館）
- TOKYO KNIT×「超十代」 TOKYO LOVE KNIT（2024年2月16日、TRUNK HOTEL CAT STREET MORI）

### CM
- LIPPSBOY（2021年4月） - イメージモデル
- パラマウントベッド 「Active Sleep」（2021年4月） ※ウェブCM
- ロート製薬 「メンソレータムアクネス」（2021年7月） ※ABEMAオリジナルCM
- ザ・スーツカンパニー 新入学生向けキャンペーン（2021年12月） - イメージモデル
- CHRONOIZM（2022年3月） - モデル
- アイリスプラザ 「IKNOWSNOW」（2022年） - イメージモデル[51] / ブランドアンバサダー[52]
- Google
  - Google Pixel 7 「あなたの好きが、もっと広がる。」（2023年1月）
  - Google Pixel 高性能カメラ篇（2023年2月）
  - Google Pixel 消しゴムマジック篇2（2023年2月）
  - Google Pixel 7a 「ツーショマジック」（2023年8月）[53]

### ミュージックビデオ
- 瑛人 「ライナウ」（2020年10月26日）
- ひらめ 「恋のスタートボタン（feat.さくらしめじ）」（2021年2月14日）
- さくらしめじ 「ストーリーズ（feat.ひらめ）」（2021年2月14日）